# 688

## Esdeveniments
- 11 de maig – Toledo (Regne de Toledo): A instàncies del rei visigot Ègica, se celebra el XV Concili de Toledo.
- Regne dels Francs: Pipí d'Héristal, majordom de palau d'Austràsia, venç els seus oponents i aconsegueix ésser nomenat majordom també de Nèustria i Borgonya, amb la qual cosa passa a controlar tot el territori i s'anomena a si mateix Duc i Príncep dels Francs.
- Antioquia (Síria): Els romans d'Orient ocupen la ciutat i donen suport als mardaïtes en contra dels àrabs.

## Naixements
- Califat de Damasc: Marwan II, darrer califa omeia. (m. 750)

## Necrològiques
- Burgos (Regne de Toledo): Vamba, rei visigot.
- Marchiennes (Flandes): Santa Rictruda, abadessa basca.
- Hijaz (Aràbia): Abd-Al·lah ibn Abbàs, savi musulmà.